# 小田切昌長
小田切 昌長（おだぎり まさなが）は、江戸時代中期の武士。徳川氏家臣。

## 経歴・人物
佐野政長の五男として生まれるが、小田切昌行が危篤となるとその養子となった。宝暦8年12月27日（1759年1月25日）20歳で家督を継ぎ、宝暦10年9月10日（1760年10月18日）、大番に列した。のち騎射をつとめ、黄金2枚を賜う。